# Jan Chrapek

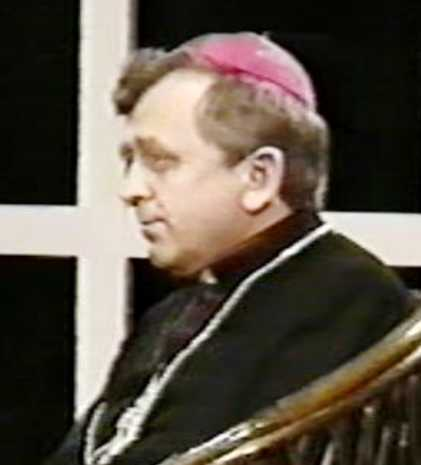
Jan Chrapek (1948–2001), Bischof von Radom von 1999 bis 2001

Jan Chrapek (* 18. Juli 1948 in Iwaniska, Polen; † 18. Oktober 2001 in Stare Siekluki bei Radom) war Bischof von Radom.

## Leben
Der Sohn von Joseph Chrapek und Genowefa geb. Borecka trat nach der Schule 1962 in die Kongregation vom Heiligen Erzengel Michael (CSMA) ein. Während seines Noviziats und danach war er mit dem Aufbau der Jugendarbeit betraut und war Lehrer einer Betreuungseinrichtung für Jungen in der Nähe von Warschau. Er besuchte Kurse für Filmregie an der Universität Warschau. Nach seiner Profess am 26. August 1969 studierte er Philosophie und Theologie in Krakau und besuchte Vorlesungen für Religionssoziologie an der
Päpstlichen Akademie für Theologie Krakau. Am 3. Mai 1975 wurde er von Ignacy Tokarczuk, dem Bischof von Przemyśl, zum Ordenspriester geweiht. 1979 bis 1980 war er Präfekt am Priesterseminar in Krakau. Zu wissenschaftlichen Arbeiten war er in Frankreich und Belgien, er war 1981 bis 1983 Rektor in Rom, 1983 arbeitete er in London und besuchte anschließend mehrere Universitäten in den Vereinigten Staaten und Kanada. 1984 bis 1986 war er Redakteur der Monatszeitschrift „Powściągliwość i Praca“ (Zurückhaltung und Arbeit). Er wurde zu Vorträgen an die Päpstliche Universität Gregoriana in Rom und an die Päpstliche Akademie für Theologie Krakau eingeladen. 1986 wurde er zum Generalsuperior der Kongregation vom Heiligen Erzengel Michael und 1989 zum Vorsitzenden der Konferenz der Höheren Ordensoberen der Männer in Polen gewählt. Im Jahre 1989 wurde er Lehrbeauftragter an der Fakultät für Journalismus und Politikwissenschaften der Universität Warschau.
Am 25. März 1992 bestellte ihn Papst Johannes Paul II. zum Weihbischof in Drohiczyn und gleichzeitig wurde er zum Titularbischof von Cataquas ernannt. Die Bischofsweihe spendete ihm am 5. Juni 1992 der Apostolische Nuntius in Polen Józef Kowalczyk, Mitkonsekratoren waren die Erzbischöfe Kazimierz Świątek von Minsk-Mahiljou (Belarus) und Edward Kisiel von Białystok. Sein Wahlspruch lautet: Quis ut Deus („Wer ist wie Gott“). Am 20. Juni 1994 wurde er Weihbischof in Toruń. 1999 war er Koordinator für den fünften Papstbesuch Johannes Pauls II. in Polen.
Am 28. Juni 1999 wurde er Bischof von Radom. Am 21. August 1999 wurde er in der Kathedrale von Radom in sein Bistum eingeführt.
Bischof Jan Chrapek starb am 18. Oktober 2001 bei einem Verkehrsunfall auf der Rückreise von Warschau nach Radom bei der Ortschaft Siekluki. Seine letzte Ruhestätte fand er in der Krypta der Kathedrale von Radom.